# 通天洞遗址
通天洞遗址是位于中华人民共和国新疆维吾尔自治区阿勒泰地区吉木乃县托斯特乡阔依塔斯村东北的一处旧石器时代中、晚期，细石器时代，青铜时代至铁器时代早期的文化遗存。通天洞遗址是新疆境内发现的首个旧石器时代洞穴遗址。2019年10月7日，通天洞遗址被列入第八批全国重点文物保护单位。

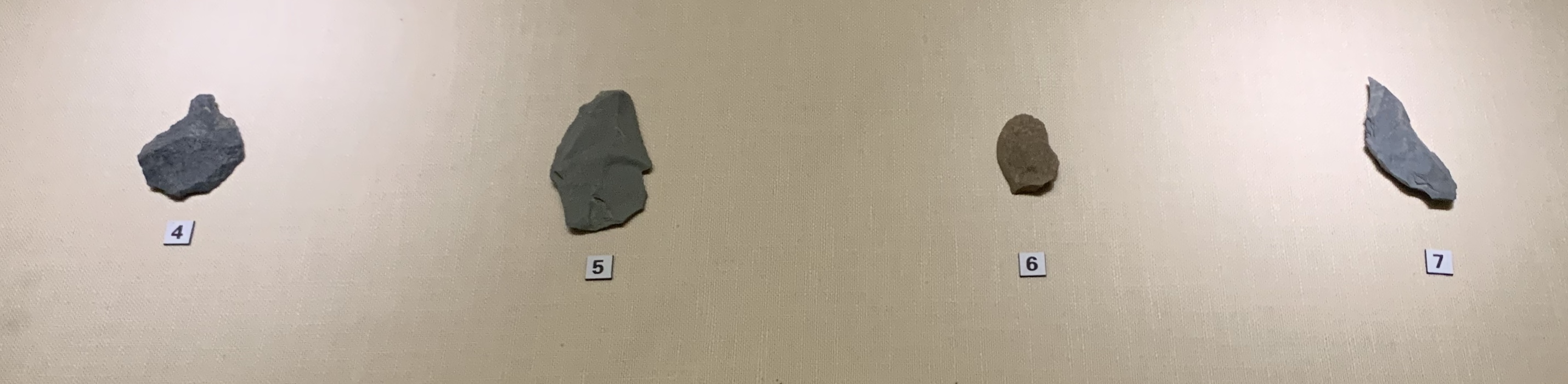
通天洞遗址出土的石器 现藏于新疆维吾尔自治区博物馆 从左至右分别为片石、双刃刮削器、片石和边刮器

## 地理信息
通天洞遗址位于中华人民共和国新疆维吾尔自治区阿勒泰地区吉木乃县托斯特乡阔依塔斯村东北的萨吾尔山上。是一处海拔1810米的花岗岩洞穴，因洞顶的花岗岩风化塌陷所形成的天窗得名通天洞。虽然地处温带大陆性气候区，但因季风环流以及特殊的地理位置使得该地区年降水量在300毫米以上，丰富的降雨使得该区域从古至今都适宜人类繁衍与生活。

## 发现、发掘及保护工作
2014年正在进行全国第一次可移动文物普查工作，其中新疆北疆文物认定组与阿勒泰地区与吉木乃县当地的文物部门途径经阔依塔斯村的时候首次发现了通天洞遗址。初步认定其为青铜时代人类生活遗址。2015年，新疆文物考古研究所对该遗址进行了调查清理，发现青铜时代文化层堆积较薄并发现较多旧石器及动物化石。2016年，新疆文物考古研究所联合北京大学考古文博学院对遗址一号洞穴和二号洞穴分别布5米×5米的探方进行发掘，该次发掘初步确定了石制品的的性质和年代，并发现陶片等文物以及反可复用火的石垒的遗迹。2017年6月到9月，新疆文物考古研究所又与北京大学考古文博学院对该遗址进行第二次发掘。这一次对该遗址出土的标本类别进行了详细的记录，同时也记录了该遗址的三维坐标、堆积地层等信息，并对不同样本进行了专门提取的工作，如测年样本、土壤微形态样本及DNA土壤样本。除此之外，中国科学院遥感与数字地球研究所也对该遗址及周边地区进行了电法物探和探地雷达勘探。
通天洞遗址曾被列入2017年“全国十大考古新发现”。当地政府为了保护通天洞遗址，设置了围栏及摄像头并聘用牧民巡视遗址周边情况。除此之外，县政府以土地置换的方式将生活在遗迹周围的十几户牧民迁离该地区，并计划在此地建设旧石器博物馆以保护这些文化遗存。2019年10月通天洞遗址被列入第八批全国重点文物保护单位。通天洞遗址是新疆首次发现的旧石器时代遗址，发现有截止新闻发表时新疆最早的人类点燃的火堆遗迹，同时对通天洞遗址的发掘工作也是新疆首次对洞穴遗址进行考古发掘。

## 遗址相关信息

### 洞穴遗迹及地层堆积
遗址有三处洞穴略呈“品”字，大小不一。其中左下洞穴最大，长过22米，进深过16米，高近6米，进洞2米处洞顶与山顶相通。地表有堆积很厚的牛羊粪便，并存有较多灰烬。洞穴口朝西，靠东内壁有三个小洞穴，北侧洞口曾被土坯封砌。南侧内壁有一通到山坡右上方的小洞穴，左侧有一被土几乎填满的小洞穴。洞口有约10平方米的堆积，堆积上出土些石杵残件及类似于切木尔切克石人及石棺墓群出土的陶器的手制夹砂灰陶等陶器。通天洞遗址附近还有22处洞穴，其中2处也有史前人类活动的遗迹，通天洞遗址对面的悬崖上也有类似的洞穴。
一号洞穴堆积较厚，发掘区最深处达3米，扩方后发掘面积30平方米，地层从上倒下可分为四个部分14层堆积。其中最浅的为上文化层，主要有青铜时代至早期铁器时代堆积，也有少量的细石器文化因素存在，中间层主要为粗砂和花岗岩角砾岩所形成的自然堆积层，其下为出土有大量石制品及兽骨以及火塘等遗迹的旧石器时代文化层，14层地层中最底几层为黄沙和花岗岩角砾岩所形成的自然堆积层。二号洞穴发掘区发掘出5层堆积且截止相关文献发表时，尚未清理结束，此处发掘出围绕洞口的石围遗迹遗迹直径约1.2米的灰坑，出土有碳化的小麦、石制品、兽骨和零星陶片。

### 文化遗存
发现的遗物属于早期铁器和青铜时代的包括陶器、铜器、铁器、石器等，其中陶器居多，多为残片，以素面为主，但也有部分有刻划纹，金属器较少。主要与阿凡纳谢沃文化和卡拉苏克文化以及切木尔切克文化相似。另外，一号洞穴发掘出的石棺以及二号洞穴发掘出的灰坑等遗迹也存在与早期铁器和青铜时代地层。二号洞穴所发现的碳化的小麦距今3500年到5000年，表明该遗址是截止相关文献发表时新疆最早的铜石并用时代遗址之一，该遗址发现的小麦说明这里可能曾是小麦传播通道。细石器遗存存在于一号洞穴的发掘区，共出土11件石制品，包括石片、断片、断块、1件更新台面石片和1件细石叶。大部分石制品以硅质岩为原料，但也有砂岩石石片。这一层具体年代不详，不过因为处在青铜时代地层之下，有可能已经进入全新世。
旧石器文化层出土的大量石制品及动物化石以及灰烬堆积表明通天洞遗址是当时古人类生活居住之地。该遗址的遗迹有3个边界清晰的圆形灰堆，直径50到70厘米。遗物包括1259件石制品和793件动物化石，如果包括碎屑石制品超过2000件，包括筛选出的小动物为主的化石超过9000件。石制品包括勒瓦娄哇石核、盘状石核、勒瓦娄哇尖状器、不同类的刮削器以及莫斯特尖状器等。具有旧大陆西侧旧石器时代中期文化特征。其中典型的莫斯特文化遗存在中国境内发现的并不多，从此遗迹出土的莫斯特文化遗存不仅填补了中国国内该类型遗存的空白，也为史前人群的迁徙与交流提供了线索。从该遗址出土的动物骨骼破碎程度高，具有切割、灼烧、敲击的痕迹。包括兔、羊、驴、犀牛、棕熊以及鸟类的动物骨骼。对动物化石进行检定，显示该遗迹的旧石器时代文化层距今4.5万年。这些骨骼在探讨古人类适应方式、遗址环境变迁等方面具有学术价值。